# Мдзево
Мдзево (пол. Mdzewo) — село в Польщі, у гміні Стшеґово Млавського повіту Мазовецького воєводства.
Населення — 301 особа (2011).
У 1975-1998 роках село належало до Цехановського воєводства.

## Демографія
Демографічна структура станом на 31 березня 2011 року:
|          | Загалом | Допрацездатний вік | Працездатний вік | Постпрацездатний вік |
| -------- | ------- | ------------------ | ---------------- | -------------------- |
| Чоловіки | 149     | 42                 | 93               | 14                   |
| Жінки    | 152     | 33                 | 85               | 34                   |
| Разом    | 301     | 75                 | 178              | 48                   |